# هایدی همل
هایدی بی. همل (انگلیسی: Heidi Hammel؛ زادهٔ ۱۴ مارس ۱۹۶۰) یک ستاره‌شناس سیاره‌ای آمریکایی است که به‌طور گسترده بر روی نپتون و اورانوس مطالعه کرده است. او بخشی از تیم تصویربرداری از نپتون توسط ویجر ۲ در سال ۱۹۸۹ بود. او تیم استفاده از تلسکوپ فضایی هابل را برای مشاهده برخورد شومیکر-لوی ۹ با مشتری در سال ۱۹۹۴ رهبری کرد. او از تلسکوپ فضایی هابل و تلسکوپ کک برای مطالعه اورانوس و نپتون استفاده کرده و اطلاعات جدیدی دربارهٔ لکه‌های تاریک، طوفان‌های سیاره‌ای و حلقه‌های اورانوس کشف کرده است. در سال ۲۰۰۲، او به عنوان دانشمند میان‌رشته‌ای برای تلسکوپ فضایی جیمز وب انتخاب شد.
همل زمان بیشتری را به عنوان یک مروج علم صرف می‌کند. او دریافت‌کننده مدال کارل ساگان در سال ۲۰۰۲ است که به دانشمندی اعطا می‌شود که ارتباطات او درک عمومی از علوم سیاره‌ای را به‌طور قابل توجهی افزایش داده است. او در سال ۲۰۰۳ یکی از ۵۰ زن مهم در علم از مجله دیسکاور بود. علاوه بر کار عمومی او در ناسا، او در سال ۲۰۱۰ معاون اجرایی انجمن دانشگاه‌های تحقیقات نجوم (AURA) شد.
همل در ایالت کالیفرنیا متولد شد و مادر سه فرزند است.

## تحصیلات
همل مدرک کارشناسی خود را از مؤسسه فناوری ماساچوست (MIT) در سال ۱۹۸۲ و دکترای خود را در فیزیک و نجوم از دانشگاه هاوایی در سال ۱۹۸۸ دریافت کرد. پس از یک موقعیت پسادکتری در آزمایشگاه پیشرانه جت ناسا در پاسادنا، کالیفرنیا، همل به MIT بازگشت، جایی که نزدیک به نه سال به عنوان دانشمند ارشد تحقیقات در گروه علوم زمین، جو و سیارات گذراند.

## حرفه
همل معاون اجرایی انجمن دانشگاه‌های تحقیقات نجوم (AURA) است، یک کنسرسیوم متشکل از ۴۴ عضو آمریکایی (دانشگاه‌ها و مؤسسات آموزشی و غیرانتفاعی) و ۵ وابسته بین‌المللی. AURA رصدخانه‌های نجومی در سطح جهانی از جمله تلسکوپ فضایی هابل، رصدخانه ملی نجوم نوری، رصدخانه ملی خورشیدی و رصدخانه جمنی را اداره می‌کند. همل در سال ۲۰۱۰ معاون اجرایی انجمن دانشگاه‌های تحقیقات نجوم (AURA) شد. همل می‌گوید حدود ۱۵ سال پس از شروع حرفه‌اش متوجه شد که جامعه علمی به افرادی نیاز دارد که برای آینده علم برنامه‌ریزی و تلاش می‌کنند.
او گفت: «چند سال پیش متعهد شدم که از انجام تحقیق به امکان‌سازی تحقیق حرکت کنم… می‌خواهم مطمئن شوم که… جوانان با ابزارهای جدیدی که هم‌اکنون در حال توسعه آن هستیم، فرصت‌هایی برای پیشبرد مرزهای علم دارند.»
پیش از انتصاب در AURA، همل به عنوان دانشمند ارشد تحقیقات و معاون تحقیقات در مؤسسه علوم فضایی در بولدر، کلرادو مشغول به کار بود. در سال ۲۰۰۲، او به عنوان دانشمند میان‌رشته‌ای برای جانشین تلسکوپ فضایی هابل، تلسکوپ فضایی جیمز وب انتخاب شد که در سال ۲۰۲۱ پرتاب شد. او همچنین عضو گروه کاری علوم برای تلسکوپ آینه غول‌پیکر بخش‌بندی شده بود. او در کارگروه مشترک ناسا/بنیاد ملی علوم برای سیارات فراخورشیدی خدمت کرد و در تیم تعریف علوم و فناوری برای مأموریت تاج‌نگار یابنده سیاره زمینی ناسا بود.
حوزه‌های اصلی علاقه همل، مشاهدات نجومی زمینی و فضایی از جو سیارات بیرونی و قمرهای آنها در طول‌موج‌های مرئی و مادون قرمز نزدیک با استفاده از فناوری اپتیک تطبیقی (AO) است.